# Egon Adler

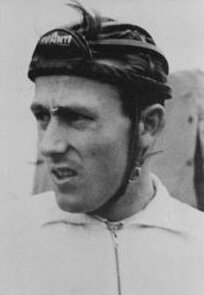
Egon Adler (1960)

Egon Adler (* 18. Februar 1937 in Großpösna bei Leipzig; † 28. Januar 2015) war ein DDR-Radsportler.

## Sportliche Karriere
Mit 12 Jahren bestritt er sein erstes Radrennen auf einem selbst gebauten Rad. Zunächst war er Mitglied in der BSG Motor Stötteritz. Der gelernte Dachdecker startete später für den SC Rotation Leipzig. 1957 errang er seinen ersten bedeutenden Erfolg mit dem Gewinn des Tribüne Bergpreises. Diesen konnte er auch in den Jahren 1959, 1963 und 1964 gewinnen.
Seine radsportliche Karriere begann Adler 1949 als Zwölfjähriger auf einem Damenrad als Tourenfahrer. Sein erster Verein war die BSG Motor Stötteritz, später wechselte er zum SC Rotation, dann zum SC DHfK Leipzig.
Bei Rund um das Muldental war er 1955 erfolgreich. 1957 wurde Adler im Rennen der UCI-Straßen-Weltmeisterschaften auf dem 45. Rang klassiert. Es war sein erstes Jahr in der Nationalmannschaft der DDR. 1958 nahm er zum ersten Mal an der Friedensfahrt teil und gewann die längste Etappe von Görlitz nach Berlin. In der Gesamteinzelwertung belegte er den fünften Platz. Diesen Erfolg konnte er im darauffolgenden Jahr wiederholen, wobei er weitere zwei Etappen für sich entschied. 1958 wurde er DDR-Meister in der Mannschaftsverfolgung und 3. in der Gesamteinzelwertung der DDR-Rundfahrt (mit zwei Etappensiegen) sowie im Jahr darauf DDR-Meister im Mannschaftszeitfahren. 1959 errang er die Silbermedaille im Zweier-Mannschaftsfahren bei den DDR-Meisterschaften.
Im Jahre 1960 gewann Adler erneut zwei Etappen der Friedensfahrt und übernahm nach seinem Sieg auf dem neunten Teilstück erstmals das Gelbe Trikot des Gesamtführenden von seinem Mannschaftskameraden Manfred Weißleder. Nachdem ihm Weißleder durch seinen Erfolg auf der zehnten Etappe dieses wieder entrissen hatte, fuhr Adler auf dem Weg in seine Heimatstadt Leipzig wiederum ins „Gelbe“. Seine Führung in der Gesamtwertung konnte er behaupten, bis er am Schlusstag schwer stürzte. Nachdem er sich auf der Ersatzmaschine gerade wieder an das Hauptfeld herangekämpft hatte, erlitt er einen Defekt und verlor endgültig den Anschluss zum Hauptfeld. Die bis dahin in der Mannschaftswertung führende DDR-Mannschaft beorderte ihren Kapitän Täve Schur und Weißleder zur Unterstützung nach hinten. Weit über 150 Kilometer fuhr das Trio dem Hauptfeld hinterher, ohne das Peloton wieder zu erreichen. Nachdem damit sowohl Adler als auch Weißleder ihrer Siegchancen beraubt waren, konnte Erich Hagen die letzte Etappe in Berlin gewinnen und damit den Sieg der DDR sowohl in der Einzel-, als auch in der Mannschaftswertung unter Dach und Fach bringen. Egon Adler fiel am letzten Tag auf den siebenten Platz in der Gesamtwertung zurück.
Bei den XVII. Olympischen Sommerspielen in Rom nahm Adler zusammen mit Schur, Hagen und Günter Lörke am erstmals ausgetragenen Mannschaftszeitfahren teil. Nachdem Lörke bei sengender Hitze früh vom Rad steigen musste, quälte sich Adler über die verbleibenden Kilometer. Teilweise wurde er dabei von Schur angeschoben. Trotzdem errangen die vier Fahrer die olympische Silbermedaille. Bei den UCI-Straßen-Weltmeisterschaften 1960 auf dem Sachsenring wurde Adler Neunter. Im selben Jahr siegte er bei dem westdeutschen Klassiker Rund um Dortmund und gewann das Rennen Berlin–Leipzig.
Zum Jahresende wurde die erfolgreiche Friedensfahrt-Mannschaft um Schur, Adler, Hagen, Weißleder, Bernhard Eckstein und Johannes Schober zur Mannschaft des Jahres in der DDR gewählt. 1961 nahm Adler zum vierten Mal in Folge an der Friedensfahrt teil, konnte aber nicht an die Erfolge seiner früheren Teilnahmen anknüpfen und musste bereits auf der 5. Etappe aufgeben. Cottbus–Görlitz–Cottbus konnte er 1961 für sich entscheiden.
Im olympischen Jahr 1964 wurde er letztmals als Straßenfahrer in die DDR-Nationalmannschaft berufen und nahm an den deutsch-deutschen Qualifikationsrennen für Tokio teil. Er gewann das Niekyer Dreiecksrennen. Seinen letzten Erfolg auf der Straße feierte er 1965 beim Großen Preis von Torgau. Viermal in seiner Karriere gewann er Quer durch Wurzen.
Danach fuhr Adler nur noch Steherrennen hinter Schrittmacher Horst Aurich, wurde Zweiter bei der DDR-Stehermeisterschaft 1965 und erreichte bei den UCI-Bahn-Weltmeisterschaften in Anoeta bei San Sebastian den fünften Platz. 1965 und 1966 gewann er den Großen Preis der Stadt Leipzig im Steherrennen. 1966 konnte er bei der DDR-Stehermeisterschaft nur noch Platz 6 belegen und beendete seine Karriere im Alter von 29 Jahren.

## Berufliches und Privates
Nach seiner Karriere arbeitete Adler als selbständiger Taxiunternehmer. Adlers Vater war ebenfalls als Radsportler aktiv. Er hat drei Schwestern. Sein Sohn Uwe Adler, der ebenfalls für den SC DHfK Leipzig startete, konnte in den 1980er Jahren als Radsportler nicht die großen Erfolge des Vaters erreichen, wurde aber 1987 Sieger der DDR-Bestenermittlung im Zweier-Mannschaftsfahren.
Egon Adler war der Onkel des Radrennfahrers Robert Förster.

## Erfolge
- olympische Silbermedaille im 100-km-Mannschaftszeitfahren 1960
- fünf Etappensiege bei der Internationalen Friedensfahrt (1958–1960)
- drei Friedensfahrt-Etappen im Gelben Trikot

## Auszeichnungen
- 1960: Vaterländischer Verdienstorden in Bronze